# Effy
Pour l’article homonyme, voir Effy (DJ).
Effy est une entreprise spécialisée dans les travaux de rénovation énergétique pour les particuliers, cofondée et dirigée par Frédéric Utzmann.
Son siège social est situé dans la Tour Montparnasse, dans le 15e arrondissement de Paris.

## Historique
En 2008, l’entreprise est créée par Frédéric Utzmann et Edouard Jounet sous le nom de CertiNergy. Dans le sillage du Grenelle de l’Environnement, ils parient sur le marché des économies d’énergie et sont les premiers à leur donner une valeur grâce au dispositif des certificats d'économie d’énergie (CEE). 
La société diversifie ses activités à partir de 2011 dans le secteur de l’efficacité énergétique, et en dupliquant son modèle dans d’autres pays Européens (dont l’Italie où est créée CertiNergia en 2011 ).
En 2013, l'entreprise crée à titre expérimental l'offre d'isolation à 1 euro. Elle opère alors en monopole, sous l’égide du Ministère de l’Écologie[source secondaire souhaitée], un programme national de lutte contre la précarité énergétique, renouvelé jusqu’en décembre 2015.
En 2015, QuelleEnergie.fr, plateforme digitale spécialisée dans les travaux de rénovation énergétique, est rachetée.
Cette acquisition renforce le positionnement auprès des particuliers du groupe CertiNergy, qui était jusqu’alors quasi exclusivement actif auprès des industriels, des bailleurs sociaux, des collectivités ou des foncières (B2B).
En 2016, CertiNergy prend le nom d'Effy. Toutefois, la filiale spécialisée dans les activités de CEE pour le B2B, garde le nom de CertiNergy.[réf. souhaitée]
En 2019, l'entreprise cède sa partie BtoB à Engie, pour se concentrer exclusivement sur l’accompagnement des particuliers,.